# Покровительница (икона)
Икона Божией Матери «Покровительница» (итал. La Madonna del Pilerio) — основная христианская святыня итальянского города Козенца. Своё название икона берёт от греческого слова, означающего покровительницу, опекуншу.

## История
Написание иконы относят к XII веку. С 1607 года она располагается в часовне, специально построенной внутри собора г. Козенца, по заказу архиепископа Джованни Баттиста Костанцо (1591—1617). Датировка иконы и признание её подлинности осуществлено в результате исследований, проводившихся между 1971 и 1979 гг.
Почитание иконы восходит к 1576 году, когда разрушительная эпидемия чумы в городе Козенца сопровождалась многими жертвами. Согласно преданию, на лике иконы появились следы болезни. Это было расценено как знак того, что Дева Мария берёт на себя бремя болезни. В ближайшие месяцы болезнь пошла на спад, это было истолковано как чудо, а образ Марии стали считать покровительствующим городу.
Днём памяти иконы считают 12 февраля, что было установлено в 1854 году, когда по молитвам пречистой девы г. Козенца был избавлен от сильного землетрясения, поразившего Калабрию.